# EFAF Cup 2013
Der EFAF Cup 2013 war die zwölfte und zugleich letzte Ausgabe des EFAF Cups. An Stelle des EFAF Cups rückte in der Folgesaison die European Football League, deren Platz als höchstes europäisches Turnier die neu geschaffene Big6 European Football League einnahm. Die Saison begann am 23. März 2013 und endete am 13. Juli 2013 mit dem Finale, das die Thonon Black Panthers mit einem 66:6-Sieg gegen die L’Hospitalet Pioners klar für sich entschieden. Für Thonon war es der erste internationale Titelgewinn.

## Modus
In einer Gruppenphase, mit ursprünglich vier geplanten Gruppen, wurden vier Viertelfinalteilnehmer ausgespielt. Diese sollten auf die vier Gruppenzweiten der EFL treffen. Da keines der Teams der EFL Interesse daran hatte, im EFAF Cup weiterzuspielen, entfiel das Viertelfinale und es wurden direkt die Halbfinalpartien und anschließend das Finale ausgespielt.

## Teilnehmer
Die Topnationen Deutschland und Österreich stellten keine Mannschaften und traten ebenso wie Finnland und die Schweiz nur in der EFL an. Frankreich und Spanien waren mit jeweils zwei Mannschaften vertreten. Dänemark, Großbritannien und die Niederlande stellten jeweils ein Team. Mit sieben Mannschaften war das Teilnehmerfeld damit deutlich geringer als in der Vorsaison.

## Gruppenphase

### Gruppe A
|    | Verein                | Sp | TD     | Diff. | Punkte |
| -- | --------------------- | -- | ------ | ----- | ------ |
| 1. | Thonon Black Panthers | 2  | 102:14 | +88   | 4:0    |
| 2. | L’Hospitalet Pioners  | 2  | 28:66  | −38   | 2:2    |
| 3. | Alphen Eagles         | 2  | 10:60  | −50   | 0:4    |

| Datum     | Kickoff | Heim                  | Ergebnis                              | Gast                  | Stadion                    |
| --------- | ------- | --------------------- | ------------------------------------- | --------------------- | -------------------------- |
| 30. März  | 17:00   | L’Hospitalet Pioners  | 14:10 (0:0, 0:10, 7:0, 7:0) Bericht   | Alphen Eagles         | Estadi Municipal Barcelona |
| 27. April | 18:00   | Thonon Black Panthers | 56:14 (7:6, 22:8, 14:0, 13:0) Bericht | L’Hospitalet Pioners  | Stade Joseph-Moynat        |
| 11. Mai   | 18:30   | Alphen Eagles         | 0:46 (0:14, 0:19, 0:6, 0:7)           | Thonon Black Panthers | Sportspark Zegerslot       |

### Gruppe B
| Datum     | Kickoff | Heim           | Ergebnis                             | Gast           | Stadion           |
| --------- | ------- | -------------- | ------------------------------------ | -------------- | ----------------- |
| 23. März  | 18:00   | Nice Dauphins  | 20:8 (7:0, 6:2, 7:0, 0:6) Bericht    | Badalona Dracs | Stade des Arboras |
| 27. April | 17:00   | Badalona Dracs | 20:27 (12:20, 0:0, 0:0, 8:7) Bericht | Nice Dauphins  | Montigala Stadium |

### Gruppe C
| Datum     | Kickoff | Heim              | Ergebnis                             | Gast              | Stadion                                 |
| --------- | ------- | ----------------- | ------------------------------------ | ----------------- | --------------------------------------- |
| 13. April | 15:00   | London Blitz      | 7:6 (0:0, 7:6, 0:0, 0:0) Bericht     | Copenhagen Towers | White Hart Lane Community Sports Centre |
| 27. April | 15:00   | Copenhagen Towers | 20:18 (0:0, 14:3, 0:15, 6:0) Bericht | London Blitz      | Gentofte Stadion                        |

## Play-offs

### Turnierbaum
|  | Halbfinale | Halbfinale            | Halbfinale |  |  | Finale     | Finale                | Finale |
|  |            |                       |            |  |  |            |                       |        |
|  |            |                       |            |  |  |            |                       |        |
|  | Frankreich | Thonon Black Panthers | 19         |  |  |            |                       |        |
|  | Danemark   | Copenhagen Towers     | 7          |  |  |            |                       |        |
|  |            |                       |            |  |  | Frankreich | Thonon Black Panthers | 66     |
|  |            |                       |            |  |  | Spanien    | L’Hospitalet Pioners  | 6      |
|  | Spanien    | L’Hospitalet Pioners  | 16         |  |  |            |                       |        |
|  | Frankreich | Nice Dauphins         | 15         |  |  |            |                       |        |
|  |            |                       |            |  |  |            |                       |        |

### Viertelfinale
Da keine Verlierer aus der EFL im EFAF Cup antraten, wurden keine Viertelfinalspiele ausgetragen.

### Halbfinale
|                                    |                               |  |               |                           |                      |  |                   |
|                                    | Nizza 15. Juni 2013 18:00 Uhr |  | Nice Dauphins | \| \| 15 : 16 \| \| \| \| | L’Hospitalet Pioners |  | Stade des Arboras |
| (7:0, 2:3, 0:0, 6:13) Spielbericht | Nizza 15. Juni 2013 18:00 Uhr |  | Nice Dauphins |                           | L’Hospitalet Pioners |  | Stade des Arboras |
|                                    | 15 : 16                       |  |               |                           |                      |  |                   |
|                                    |                               |  |               |                           |                      |  |                   |

|                                    |                                          |  |                       |                          |                   |  |                     |
|                                    | Thonon-les-Bains 15. Juni 2013 18:00 Uhr |  | Thonon Black Panthers | \| \| 19 : 7 \| \| \| \| | Copenhagen Towers |  | Stade Joseph-Moynat |
| (0:0, 0:0, 6:7, 13:0) Spielbericht | Thonon-les-Bains 15. Juni 2013 18:00 Uhr |  | Thonon Black Panthers |                          | Copenhagen Towers |  | Stade Joseph-Moynat |
|                                    | 19 : 7                                   |  |                       |                          |                   |  |                     |
|                                    |                                          |  |                       |                          |                   |  |                     |

### Finale
|                                      |                         |  |                      |                          |                       |  |                                    |
|                                      | 13. Juli 2013 18:00 Uhr |  | L’Hospitalet Pioners | \| \| 6 : 66 \| \| \| \| | Thonon Black Panthers |  | Complex Esportiu L’Hospitalet Nord |
| (6:16, 0:24, 0:19, 0:7) Spielbericht | 13. Juli 2013 18:00 Uhr |  | L’Hospitalet Pioners |                          | Thonon Black Panthers |  | Complex Esportiu L’Hospitalet Nord |
|                                      | 6 : 66                  |  |                      |                          |                       |  |                                    |
|                                      |                         |  |                      |                          |                       |  |                                    |